# Apanteles caesar
Apanteles caesar är en stekelart som beskrevs av Wilkinson 1938. Apanteles caesar ingår i släktet Apanteles och familjen bracksteklar. Inga underarter finns listade i Catalogue of Life.